# Kasteel van Waha

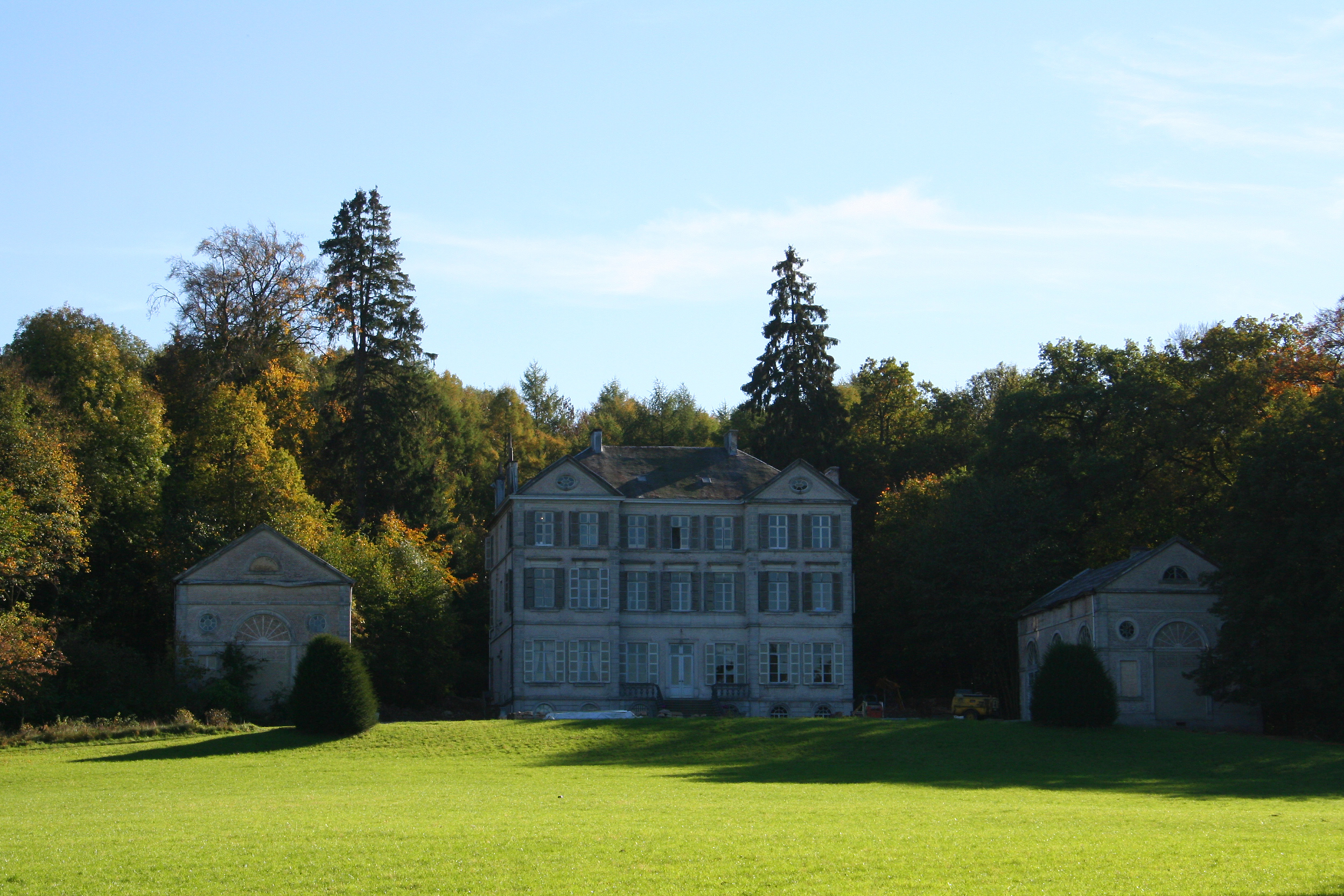
het kasteel van Waha in 2007

Het kasteel van Waha is een kasteel in het Belgische dorp Waha in de provincie Luxemburg. Het landhuis werd gebouwd in de zestiende eeuw en uitgebreid in de negentiende eeuw door de architect Wéringer voor de familie van de heer Lambert Louis le Jeune. De familie bewoonde het domein van 1845 tot 2004. Het kasteel is beschermd sinds  15 januari 2002. Het kasteel heeft een weids uitzicht  over de Famenne.